# Нунич
Нунич (хорв. Nunić) — населений пункт у Хорватії, у Шибеницько-Книнській жупанії у складі громади Кистанє.

## Населення
Населення за даними перепису 2011 року становило 110 осіб.
Динаміка чисельності населення поселення:

## Клімат
Середня річна температура становить 13,63 °C, середня максимальна – 28,68 °C, а середня мінімальна – -1,19 °C. Середня річна кількість опадів – 863 мм.
| Клімат поселення                              | Клімат поселення | Клімат поселення | Клімат поселення | Клімат поселення | Клімат поселення | Клімат поселення | Клімат поселення | Клімат поселення | Клімат поселення | Клімат поселення | Клімат поселення | Клімат поселення | Клімат поселення |
| Показник                                      | Січ.             | Лют.             | Бер.             | Квіт.            | Трав.            | Черв.            | Лип.             | Серп.            | Вер.             | Жовт.            | Лист.            | Груд.            |                  |
| Середній максимум, °C                         | 10,32            | 11,22            | 14,22            | 17,66            | 22,48            | 26,35            | 28,68            | 28,27            | 23,77            | 19,06            | 13,69            | 10,62            |                  |
| Середня температура, °C                       | 4,55             | 5,46             | 8,46             | 11,91            | 16,73            | 20,58            | 23,98            | 23,58            | 19,07            | 14,35            | 9,00             | 5,92             |                  |
| Середній мінімум, °C                          | −1,19            | −0,29            | 2,70             | 6,16             | 10,96            | 14,84            | 19,29            | 18,88            | 14,37            | 9,65             | 4,29             | 1,20             |                  |
| Норма опадів, мм                              | 72               | 66               | 70               | 77               | 63               | 61               | 38               | 51               | 83               | 91               | 104              | 87               |                  |
| Середньомісячна швидкість вітру, м/с          | 1.80             | 2.00             | 2.25             | 2.23             | 1.99             | 1.80             | 1.80             | 1.63             | 1.71             | 1.73             | 2.04             | 2.00             |                  |
| Середньомісячна сонячна радіація, кДж/м²·день | 5226             | 7948             | 11609            | 16208            | 20257            | 22709            | 24399            | 21343            | 15885            | 10184            | 5656             | 4471             |                  |
| --------------------------------------------- | ---------------- | ---------------- | ---------------- | ---------------- | ---------------- | ---------------- | ---------------- | ---------------- | ---------------- | ---------------- | ---------------- | ---------------- | ---------------- |
| Джерело:                                      |                  |                  |                  |                  |                  |                  |                  |                  |                  |                  |                  |                  |                  |